# Seixo de Kafkania
O seixo de Kafkania é uma pedra de rio arredondada, com cerca de 5 centímetros, com símbolos de Linear B e um sinal de machado duplo inscritos sobre ele. O seixo foi encontrado em Kafkania, a cerca de 7 km ao norte de Olímpia, em 1 de abril de 1994, num sítio arqueológico do século XVII a.C. Caso o seixo seja genuíno, ele seria a escrita mais antiga já encontrada no continente grego, e também a mais antiga que use o sistema Linear B. No entanto, o seixo é muito provavelmente uma falsificação moderna.

## Falsificação
Diversos especialistas em epigrafia Micênica expressaram dúvidas sobre a autenticidade do seixo. Indicações de que ele poderia ser uma falsificação moderna incluem:
- As inscrições na pedra não correspondem à epigrafia conhecida dos Micênicos ou Minoicos
- Os "raios" que cercam o símbolo do machado não possuem paralelo na iconografia dos Micênicos ou Minoicos
- Seu suporte, tendo sido encontrado fixado em uma parede, não possui precedentes
- A maior parte dos símbolos é "cuidadosamente criada" enquanto um deles aparenta ser um "garrancho aleatório"[1]
- O Linear B autêntico é consistentemente escrito da esquerda para a direita, porém a escrita do seixo aparenta ter sido feita em Bustrofédon
- O estilo de escrita aparenta ser anacrônico
- O atual conhecimento histórico julga improvável que o Linear B existisse no Peloponeso daquela época
- Finalmente, a pedra foi descoberta na manhã do 1 de abril. Se ela for de fato uma falsificação, os símbolos que dizem a-so-na podem ser em referência ao nome lasonas, pertencente ao filho de Xeni Arapojanni e Jörg Rambach, os dois supostos descobridores da pedra.